# Председничка кампања Доналда Трампа 2000.
Њујоршки магнат за некретнине Доналд Трамп најавио је стварање председничког истраживачког комитета 7. октобра 1999. у издању Ларија Кинга уживо на CNN-у. Иако Трамп никада није био на изабраној функцији, био је добро познат по својим честим коментарима о јавним пословима и пословним подвизима као шеф Трампове организације. Претходно је размишљао о председничкој кандидатури 1988. као републиканац, али је одлучио да се не кандидује. Гувернер Минесоте Џеси Вентура је 2000. године убедио Трампа да тражи председничку номинацију Реформске партије, која се распадала упркос томе што је остварила приступ гласачким листићима и квалификовала се за одговарајућа средства као резултат председничке кампање бизнисмена Роса Пероа 1996. на листи странке.
Трамп је своју кампању фокусирао на питања фер трговине, елиминације националног дуга и постизања универзалне здравствене заштите као што је наведено у пратећем делу кампање Америка коју заслужујемо, објављеном у јануару 2000. Он је именовао власницу медија Опру Винфри као свог идеалног кандидата за потпредседника и рекао да ће се одмах оженити својом тадашњом девојком Меланијом Кнавс, како би постала прва дама. Критичари су довели у питање озбиљност Трампове кампање и спекулисали да је то била тактика да се ојача његов бренд и продају књиге. Трамп је своју кандидатуру бранио као озбиљан подухват и прогласио да има шансу да победи на изборима. Иако никада није проширио кампању даље од фазе истраживања, Трамп је имао бројне медијске наступе као кандидат, путовао је на кампање у Флориди, Калифорнији и Минесоти и квалификовао се за два председничка избора. Стратег кампање ветеран и касније дугогодишњи Трампов помоћник Роџер Стоун ангажован је као директор истраживачког одбора.
Унутрашњи сукоб је довео до тога да Вентура изађе из Реформске партије у фебруару 2000. године, уклонивши Трамповог најгласнијег заговорника. Трамп је званично завршио своју кампању 14. фебруара 2000. на емисију Today на NBC-у. Иако је веровао да још увек може да победи председничку номинацију Реформске странке, сматрао је да је странка превише нефункционална да би подржала његову кампању и омогућила победу на општим изборима. Анкета која је упоредила Трампа са вероватним републиканским кандидатом Џорџом В. Бушом и вероватним демократским кандидатом Алом Гором показала је да Трамп има седам одсто подршке. Упркос свом повлачењу, Трамп је победио у оба прајмерса за које се квалификовао. Палеоконзервативни коментатор Пет Бјукенан би наставио да добије номинацију Реформске партије.

## Најава
Трамп је 7. октобра у емисији Лари Кинг уживо најавио да планира да формира истраживачки комитет који ће истражити кандидатуру Реформске странке за председника. Истог дана је саопштено да је комисија формирана. Трамп је планирао да користи комитет, не за прикупљање новца – он ће лично финансирати своју кампању – већ да га саветује о политичким питањима у припреми за кандидатуру. У интервјуу са Ларијем Кингом, Трамп је био оптимиста у погледу својих шанси које указују на „веома јаку могућност“ победе. Он се позива на ненаучну анкету National Enquirer-а од 100 појединаца, показујући га на првом месту у односу на Демократског и Републиканског кандидата. Када је притиснут, Трамп је идентификовао Опру Винфри као свог идеалног избора за кандидата за потпредседника, описујући је као „некога ко је веома посебан“ и да би, ако би пристала да се кандидује, „била фантастична... популарна је, она је бриљантна, она је дивна жена."  Оприн портпарол је касније одговорио „Опра се не кандидује... у овом тренутку“. Трамп је Рудија Ђулијанија означио за највећег градоначелника Њујорка и одлично је говорио о председницима Двајту Ајзенхауеру и Роналду Регану, рекавши да је Реган имао држање које је допринело феноменалном духу у нацији. Трамп је тврдио да је председник Бил Клинтон могао да буде сјајан председник, али је уништио своје наслеђе скандалом Левински. Што се тиче Реформске партије, Трамп је похвалио и Пероа и Вентуру, и напао потенцијалног примарног противника Бјукенана као некога ко је "заљубљен" у Адолфа Хитлера, на основу Бјукенанове тезе да Хитлер није представљао никакву војну претњу за САД уочи Другог светског рата.

## Повлачење
Дакле, Реформска партија сада укључује Клансмана—г. Дук, неонацисту—г. Бјукенан, и комунисткињу—гђа. Фулани. Ово није друштво које желим да задржим.

Доналд Трамп
Трамп се 14. фебруара повукао из трке. У саопштењу за јавност, он је навео сукобе у Реформској странци као "не доприносе победи", закључивши да не може побиједити на изборима као страначки кандидат и да, како је обећао, неће наставити своју кампању. Изразио је забринутост због правца партије, посебно њеног чланства, говорећи о Дејвиду Дјуку, Пету Бјукенану и Ленору Фулани као о кланцу, неонацисти и комунисти. Међутим, хвалио је чланове странке Раса Вернија, Џека Гаргана и друге као „дивне људе“ које је имао част да упозна. Трамп је пожалио на излазак Џесија Вентуре из странке, тврдећи да је „без Џесија Реформска партија само екстремистичка љуштура и не може бити сила или чак фактор у 2000. години“. Трамп је одбио да тражи номинацију Вентурине нове Партије независности, сматрајући је „здравом“, али премладом за победу. Изричито је држао отворену могућност да се кандидује за председника 2004. Трамп је јавно објавио своје повлачење у емисији Today у интервјуу са Метом Лауером. Он је објаснио да, иако је још увек могао да добије номинацију Реформске странке, верује да ће освојити само 20 одсто на општим изборима, што није желео. Тврдио је да је партија на ивици "самоуништења" и назвао је "потпуним нередом". Као одговор, Пет Чојт, који је постао нови председник Реформске партије након смене Гаргана, оспорио је Трампову тврдњу о странци и рекао да је Трампова кампања била намењена само „да се окаља Пет Бјукенан“. Он је Трампа прогласио „непожељним“ да тражи председничку номинацију странке 2004.  Чојт је касније приметио да верује да је Трампова кампања „републикански прљави трик” који је оркестрирао Роџер Стоун „да би се људима згадио и отерао их од Реформске партије”. Стоун је тврдио да је Мекејново „трчање на Трампову поруку“ и пораст у анкетама сигнализирао крај Трампове кампање.